# Meitantei Conan Special Drama - Kudō Shin'ichi Kyōto Shinsengumi satsujin jiken
Meitantei Conan Special Drama - Kudō Shin'ichi Kyōto Shinsengumi satsujin jiken (名探偵コナンスペシャルドラマ「工藤新一京都新撰組殺人事件」?, Meitantei Konan Supesharu Dorama - Kudō Shin'ichi Kyōto Shinsengumi satsujin jiken, "Detective Conan - Dorama speciale - Il caso di omicidio della Shinsengumi a Kyoto di Shinichi Kudo") è il quarto film per la TV live action ispirato alla serie manga e anime Detective Conan di Gōshō Aoyama. È stato trasmesso da Yomiuri TV e Nippon Television il 12 aprile 2012. È il primo realizzato dopo la serie televisiva Meitantei Conan - Kudō Shin'ichi e no chōsenjō, e ne conserva il cast.
La prima parte del film è tratta da un caso-flashback nei file 4-7 del volume 21 (episodio speciale 162, 172-173 secondo la numerazione italiana).

## Trama
Shinichi e Ran vengono invitati da un conoscente a visitare il dietro le quinte del set cinematografico di un film che si sta realizzando a Kyoto. Durante il loro viaggio in aereo, però, si verifica un misterioso omicidio.
Poi, appena giunti sul luogo delle riprese, si trovano loro malgrado ad essere coinvolti in un altro grave crimine. A questo punto, non rimane altro da fare che chiedere aiuto a Shinichi perché riesca a scoprire la verità che sta dietro a questi inspiegabili quanto drammatici fatti.

## Sigla
La sigla finale è Sakura uta (桜唄? lett. "Canzone del ciliegio"), di yu-yu.